# 圣洛朗德塞尔当
圣洛朗德塞尔当（法語：Saint-Laurent-de-Cerdans，法語發音：[sɛ̃ lɔʁɑ̃ də sɛʁdɑ̃] ⓘ）是法国东比利牛斯省的一个市镇，属于塞雷区。

## 地理
圣洛朗德塞尔当（42°23'8"N, 2°36'48"E）面积45.08 平方千米，位于法国奧克西塔尼大區东比利牛斯省，该省份为法国大陆部分最南部的省份，涵盖了北加泰罗尼亚，北起奥德省，西接阿列日省和安道尔，南与西班牙接壤，东临地中海。
与圣洛朗德塞尔当接壤的市镇（或旧市镇、城区）包括：马萨内特-德卡夫雷尼斯、阿梅利莱班-帕拉尔达、库斯图日、塞拉隆格、勒泰克、蒙费雷、泰克河畔阿尔勒。
圣洛朗德塞尔当的时区为UTC+01:00、UTC+02:00（夏令时）。

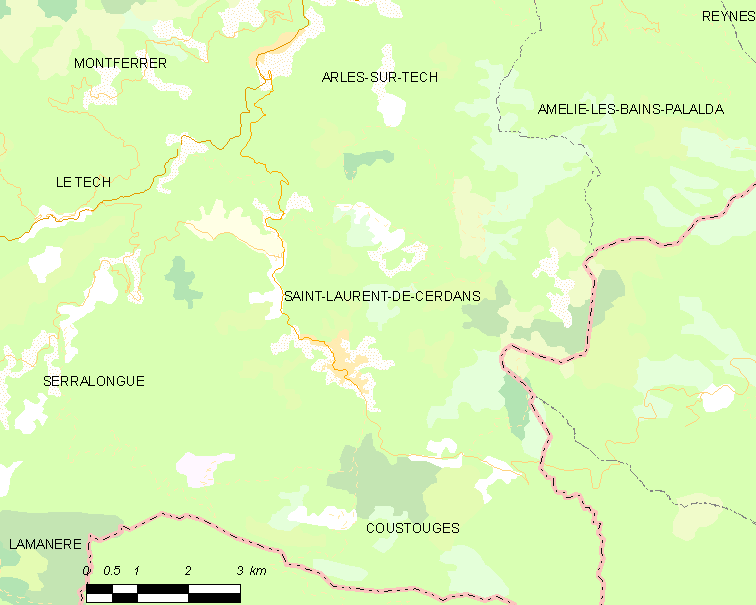
圣洛朗德塞尔当的OSM定位图

## 行政
圣洛朗德塞尔当的邮政编码为66260，INSEE市镇编码为66179。

## 政治
圣洛朗德塞尔当所属的省级选区为勒卡尼古县。

## 人口

1962-2008年间圣洛朗德塞尔当人口变化图示

圣洛朗德塞尔当于2022年1月1日时的人口数量为1020人。